# På Ama'r
|  | Denne artikel er oprettet af botten PalnaBot ud fra en ekstern database. Den kan derfor have sproglige fejl eller mangler. Denne skabelon kan fjernes efter kontrol af indholdet. |

På Ama'r er en kortfilm fra 2001 instrueret af Klaus Kjeldsen efter manuskript af Henrik Nordbrandt.

## Handling
To idioter tosser rundt på Amager. Den ene (Henrik Nordbrandt) er kommet næsten-for-sent til sin flyver. Den anden (Claus Nissen) er flyspotter. Begge har tid, der skal slås ihjel. De turer rundt sammen i de amagerkanske landskaber, udveksler erfaringer og historier om den første kærlighed, øl og wienerbrød og de praktiske aspekter af selvmord. Med tilbagelænet rastløshed forsøger de at undgå det uafvendelige spørgsmål: At rejse - eller ikke at rejse? Filmen er en underfundig roadmovie til fods, optaget på Amager i november 2000. Den kan ses som et opdigtet selvportræt af digteren Henrik Nordbrandt, der her debuterer som både filmskuespiller og -manuskriptforfatter.